# Parafia św. Jana Chrzciciela w Salem
Parafia św. Jana Chrzciciela w Salem (ang. St. John the Baptist Parish) – parafia rzymskokatolicka położona w Salem w stanie Massachusetts w Stanach Zjednoczonych.
Jest ona jedną z wielu etnicznych, polonijnych parafii rzymskokatolickich w Nowej Anglii z mszą św. w j. polskim dla polskich imigrantów.
Parafia została dedykowana św. Janowi Chrzcicielowi.
W październiku 2016 roku ogłoszono, że pastor parafii św. Jana Chrzciciela, wielebny Daniel J Riley, opuści parafię. 
Wraz z jego odejściem większość personelu została zwolniona, a budynek szkoły został zamknięty do użytku, zamykając bingo, które pomagało finansować parafię przez ostatnie 43 lata. 
w 2017 r. przybycie nowego proboszcza, o. Roberta Bedzinskiego, S.Ch.

## Historia parafii
Historia parafii (ang.)